# Матвієйко Мирон Васильович
Матвієйко Мирон Васильович (псевдо: «Див», «Жар», «Рамзес», «Усміх»; 24 січня 1914, Беримівці, тепер Зборівська міська громада, Тернопільська область — 10 травня 1984, с. Павлів, Радехівська міська громада, Львівська область) — керівник Служби безпеки Закордонних частин ОУН, агент МДБ СРСР.

## Життєпис
Походить з родини греко-католицького священика.
Навчався в медичному інституті, не закінчив.
Відповідальний співробітник референтури СБ Проводу ОУН(Б). 1941 року за завданням ОУН з 1941 співпрацював з контррозвідкою Абверу — підрозділ контррозвідки Абвер-3, в справі протидії радянському підпіллю. Брав участь в операціях проти радянських партизанів та підпільників.
З весни 1949 року — керівник референтури СБ ЗЧ ОУН, займався питаннями: контррозвідувального захисту осередків української політичної еміграції, підривної роботи проти опозиційних ОУН(б) українських політичних організацій за кордоном.
Був одним з особливо наближених до Степана Бандери людей. Дружина Мирона, Євгенія Кошулинська, технічний співробітник СБ ЗЧ ОУН, хрещена мати сина Бандери — Андрія.
Василь Кук писав, що Матвієйко: 
| здатен на провокацію, може добитися зізнання навіть від безневинної людини.[1] |
Пройшов навчання в спецшколі англійської розвідки СІС та отримав завдання нелегально прибути до Західної України та підпорядкувати сили руху опору керівництву ЗЧ ОУН.
Про ворожнечу між гілками опору та плани регулярно повідомляв до МДБ СРСР «Товариш Том» — Кім Філбі.

### Десантування та полон
Вночі з 14 на 15 травня 1951 року з групою емісарів ОУН з 5 чоловік закинутий з англійського військового літака на територію Тернопільщини — біля села Бишки. До масштабних пошукових заходів радянські спецслужби залучили майже 11 тисяч учасників оперативно-військових груп, винищувальних батальйонів, 14 літаків ПО-2.
22 травня у Львові «Владек» — агент КГБ серед десантованих — докладно розповів все про операцію заступнику міністра генерал-лейтенанту Вадісу.
5 червня захоплений біля Кального в Зборівському районі спецгрупою МДБ УРСР з 19 легендованих співробітників, на рахунку яких вже були десятки ліквідованих та затриманих підпільників. Після води із спецпрепаратом «Тритон» підпільники опору не чинили.
По тому брав участь в оперативних іграх радянських органів держбезпеки із закордонними центрами ОУН та спецслужбами певних країн НАТО — операція «Метеор». «Діяли» легендовані Добромильський, Дрогобицький, Яворівський надрайонні проводи, Північний окружний провід, лінії кур'єрського зв'язку. У радіограмах обумовленого слова «борщ» («працюю під контролем МГБ») у текстах не було.
Проходив навчання за програмою вечірнього відділення теплотехнічного факультету Київського політехнічного інституту. До «Четвертого» підвели жінку — агента «Одарку». Її повідомлення свідчили: він у реабілітацію не вірить, співпрацю розглядає як єдиний можливий спосіб вижити, націоналістичних переконань не зрікся.
16 червня 1952 року, перебуваючи під постійним наглядом, агент «Четвертий» зумів із зброєю вийти з квартири непоміченим. Подався до Янівського цвинтаря, де заночував. Намагався розшукати старі явочні квартири, але його зустрічали незнайомі люди. Зрозумівши, що приречений, оскільки все одно його розшукають, звернувся до якогось сержанта і запитав, чи не працює той в МГБ, заявив, що озброєний і хоче добровільно здатися. Генерал Павло Судоплатов згадує «Усміха» у своїх мемуарах.
З весни 1953 після фронтального тиску таки почав грати «за правилами».

### Життя в УРСР
Згодом керівництво КДБ визнало за недоцільне імітувати перед іноземними спецслужбами наявність збройного руху опору в Західній Україні, спеціальні заходи припиняються в жовтні 1960 року.
19 червня 1958 року спеціальною постановою Верховні Ради СРСР помилуваний. 24 грудня 1960 виступає у ЗМІ УРСР із засудженням власної участі в націоналістичному русі. З 1960 року його залучили до активних пропагандистських заходів — влаштовували прес-конференції, публікації в газеті «За повернення на Батьківщину», у львівській пресі, проводили виступи в навчальних закладах, трудових колективах.
Через його діяльність у 1960—1961 роках змушені були виступити із «викриттями» свого минулого понад 200 активних учасників ОУНівського підпілля. Радянська пропаганда випустила кілька його брошур, одна з них — «Чорні справи ЗЧ ОУН», Київ, 1962, де колишній шеф СБ «таврував» свою службу.
Мирона Васильовича Матвієйка, який з 1947 р. очолював СБ бандерівської організації, за допомогу у ліквідації націоналістичного підпілля 19 червня 1958 року спеціальним Указом Президії Верховної Ради СРСР було помилувано і звільнено від кримінальної відповідальності. За заслуги йому призначили пенсію і дали однокімнатну квартиру в Києві.
Помер 1984 року в селі Павлові біля Радехова.